# Gerrard Xie
Dans ce nom chinois, le nom de famille, Xie, précède le nom personnel.
Xie Yonglin, (chinois : 谢咏霖, pinyin : Xiè Yǒnglín), également connu sous le nom de Gerrard Xie, né le 24 septembre 2006 à Hong Kong, est un pilote automobile chinois. En 2025, il participe au championnat de Formule 3 FIA. Il a précédemment participé au Championnat de Grande-Bretagne de Formule 3 et a fait quelques apparitions en Euroformula Open.

## Carrière

### Karting
Né à Hong Kong et ayant grandi à Shenzhen, Gerrard Xie s'engage dans plusieurs compétitions de karting en Europe et en Asie de 2018 à 2021, bien qu'il ne dispute pas souvent des saisons complètes en Europe. Il se classe troisième de l'IAME Asian Cup en 2020 dans la catégorie junior après avoir terminé sixième l'année précédente.

### Formule Renault
En 2022, Xie fait ses débuts en monoplace dans le championnat de Formula Renault Asiacup en pilotant pour l'écurie H-Star Racing, mais il n'apparait cependant qu'à partir de la deuxième manche. Il remporte toutes les courses, signe tous les meilleurs tours et décroche deux pole positions. il reporte donc le titre de champion avec un total de 120 points et termine avec 32 points d'avance sur son plus proche poursuivant, Jason Wu.

### Formule 4 chinoise
La même année, Xie participe au championnat de Chine de Formule 4 où il court pour l'écurie Smart Life Racing Team. Il domine la première manche en décrochant deux pole positions et en remportant trois des quatre courses (la dernière se solde par un abandon). Il récidive lors de la seconde manche avec encore deux pole positions, mais cette fois-ci quatre victoires avec à chaque fois le meilleur tour. Lors de la dernière manche de la saison, il domine  à nouveau l'épreuve avec deux poles, quatre victoires et quatre meilleurs tours. Il remporte le titre avec 375 points et la plus large avance jamais réalisée dans un championnat de Formule 4.
Il participe aussi au Grand Prix de Macao, qui fait alors office de troisième manche au championnat chinois. Après s'être qualifié second derrière Andy Chang, il reçoit l'aide de Charles Leong pour remporter la victoire lors de la course qualificative. Il termine ensuite deuxième de la course principale et augmente son avance au championnat.

### Formule Régionale Océanie
Début 2024, Gerrard Xie fait ses débuts en Formule Régionale en participant au Championnat d'Océanie dans l'écurie M2 Competition. Il décroche une victoire lors de la première manche de la saison puis une pole position lors de la troisième manche et un autre podium lors de la sixième manche. Après avoir terminé toutes les courses dans les points, il se classe septième du championnat avec 205 points.

### Formule 3 britannique

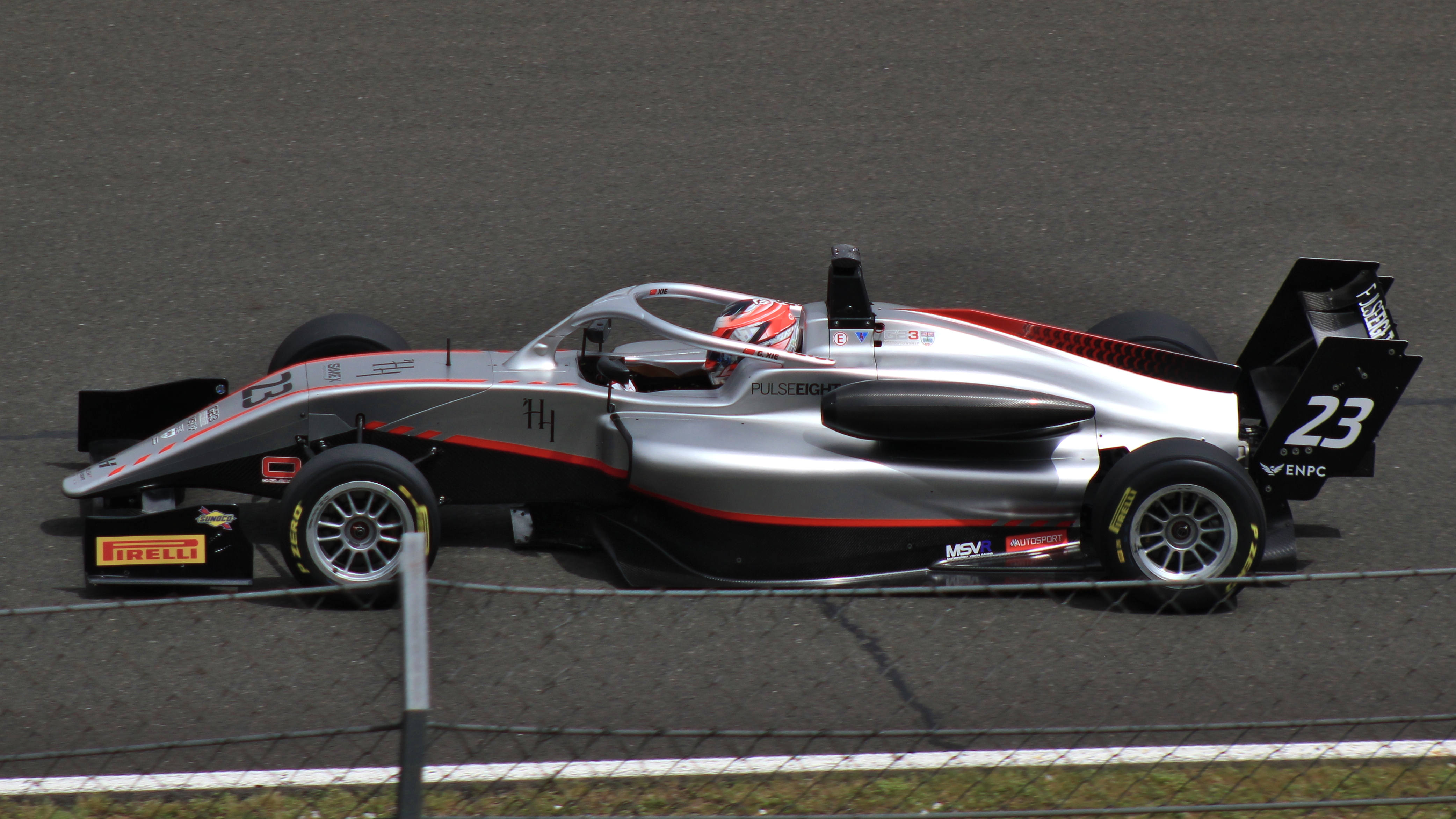
Gerrard Xie en Formule 3 britannique en 2024 sur le Hungaroring.

Le 13 février 2023, Xie annonce qu'il rejoint le Championnat de Grande-Bretagne de Formule 3 où il signe chez Hillspeed, aux côtés du pilote russo-turc Daniel Mavlyutov. Les deux pilotes sont soutenus par l'académie jeunes pilotes de Hitech GP. Sa première saison est assez difficile, car malgré un double top 5 à Spa-Francorchamps et une victoire lors de la dernière course à Donington Park, il peine à rentrer dans les points. Il se classe vingtième du championnat avec 120 points.
Pour la saison 2024, Xie change d'écurie et se tourne vers Hitech Pulse-Eight. Il décroche son premier podium de la saison à Spa-Francorchamps et enchaine au Hungaroring avec une double pole position, dont la première est convertie en victoire. Il décroche un troisième podium lors de l'avant-dernière manche à Donington Park et se classe septième du championnat avec 261 points.

### Euroformula Open
En 2023, Xie participe à la manche de Spa-Francorchamps avec l'écurie CryptoTower Racing. Il termine huitième des deux premières courses et abandonne lors de la troisième. Il se classe dix-huitième du championnat avec 8 points.
L'année suivante, il participe de nouveau à la manche de Spa-Francorchamps, cette fois avec Team Motopark. Il termine septième de la première course puis huitième de la seconde course avant de remporter la victoire lors de la troisième course avec le meilleur tour. Il se classe douzième du championnat avec 36 points.

### Formule 3 FIA
En octobre 2024, Xie annonce son arrivée en Formule 3 FIA pour la saison 2025, toujours avec Hitech, après avoir participé aux essais d'après-saison quelques jours plus tôt.

## Résultats sportifs

### Résultats en monoplace
| Saison | Championnat                                 | Écurie                 | Courses | Victoires | Pole positions | Meilleurs tours | Podiums | Points | Classement |
| ------ | ------------------------------------------- | ---------------------- | ------- | --------- | -------------- | --------------- | ------- | ------ | ---------- |
| 2022   | Formula Renault Asiacup                     | Sabre Motorsport       | 4       | 4         | 2              | 4               | 4       | 120    | Champion   |
| 2022   | Championnat de Chine de Formule 4           | Smart Life Racing Team | 14      | 13        | 7              | 11              | 13      | 375    | Champion   |
| 2022   | Grand Prix de Macao de Formule 4            | Smart Life Racing Team | 2       | 1         | 1              | 0               | 2       | N/A    | 2e         |
| 2023   | Championnat de Grande-Bretagne de Formule 3 | Hillspeed              | 22      | 1         | 0              | 1               | 1       | 128    | 20e        |
| 2023   | Euroformula Open                            | CryptoTower Racing     | 3       | 0         | 0              | 0               | 0       | 8      | 18e        |
| 2024   | Formule Régionale Océanie                   | M2 Competition         | 15      | 1         | 1              | 0               | 2       | 205    | 7e         |
| 2024   | Championnat de Grande-Bretagne de Formule 3 | Hitech Pulse-Eight     | 23      | 1         | 2              | 0               | 3       | 261    | 7e         |
| 2024   | Euroformula Open                            | Team Motopark          | 3       | 1         | 0              | 1               | 1       | 36     | 12e        |
| 2025   | Formule 3 FIA                               | Hitech TGR             | 17      | 0         | 0              | 0               | 0       | 1      | 29e        |